# Spätere Liang
Die Spätere Liang (chinesisch 后凉 bzw. chinesisch 後凉, Pinyin Hòu Liáng; 386-403) war ein Staat in der Ära der Sechzehn Reiche während des Jin-Dynastie (265-420) in China. Er wurde von der Familie Lü aus der Volksgruppe der Di gegründet.
Alle Herrscher der Späteren Liang riefen sich zu „Kaisern“ (Tian Wang) aus.

## Herrscher der Späteren Liang
| Tempelnamen        | Postumer Name                                                                  | Familienname und Vorname | Dauer der Herrschaft | Äranamen und ihre Dauer                                                                  |
| ------------------ | ------------------------------------------------------------------------------ | ------------------------ | -------------------- | ---------------------------------------------------------------------------------------- |
| Taizu (太祖 Tàizǔ) | Yiwu (懿武 Yìwǔ)                                                               | Lü Guang (呂光 Lǚ Guāng) | 386–400              | Tai’an (太安 Tài’ān) 386–389 Linjia (麟嘉 Línjiā) 389–396 Longfei (龍飛 Lóngfēi) 396–399 |
| existierte nicht   | Yin (隱 Yǐn)                                                                   | Lü Shao (呂紹 Lǚ Shào)   | 400                  | Longfei (龍飛 Lóngfēi) 399                                                               |
| existierte nicht   | Ling (靈 Líng)                                                                 | Lü Zuan (呂纂 Lǚ Zuǎn)   | 400–401              | Xianning (咸寧 Xiánníng) 400–401                                                         |
| existierte nicht   | Shangshu Gong (尚書公 Shàngshū Gōng) oder Jiankang Gong (建康公 Jiànkāng Gōng) | Lü Long (呂隆 Lǚ Lóng)   | 401–403              | Shending (神鼎 Shéndǐng) 401–403                                                         |